# RedMon
RedMon (en inglés, Redirection Port Monitor, en español, Monitor de Redirección de Puerto), es un programa que redirige un puerto de impresora especial a un programa de los sistemas operativos Microsoft Windows. Se utiliza comúnmente con Ghostscript para generar archivos PostScript (PS) y Formato de Documento Portátil (PDF o Portable Document Format) desde cualquier aplicación.